# Evarcha dubia
Evarcha dubia là một loài nhện trong họ Salticidae.
Loài này thuộc chi Evarcha. Evarcha dubia được Wladislaus Kulczynski miêu tả năm 1901.